# Бынова, Андриана
Андриана Веселинова Бынова (болг. Андриана Веселинова Бънова; род. 1 мая 1987, Плевен) — болгарская легкоатлетка, специалистка по тройным прыжкам и прыжкам в длину. Выступала за сборную Болгарии по лёгкой атлетике в 2005—2017 годах, чемпионка Балкан, многократная чемпионка Болгарии, победительница и призёрка ряда крупных международных турниров, участница летних Олимпийских игр в Лондоне.

## Биография
Андриана Бынова родилась 1 мая 1981 года в Плевене, Болгария.
Впервые заявила о себе на международном уровне в сезоне 2005 года, когда вошла в состав болгарской сборной и выступила на юниорком европейском первенстве в Каунасе — в тройных прыжках стала восьмой, тогда как в прыжках в длину в финал не вышла.
В 2006 году прыгала тройным на юниорском мировом первенстве в Пекине.
В 2007 году приняла участие в молодёжном европейском первенстве в Дебрецене, где заняла девятое место в тройных прыжках, а в прыжках в длину не прошла дальше предварительного квалификационного этапа.
В 2009 году впервые стала чемпионкой Болгарии в тройном прыжке на открытом стадионе, была девятой на молодёжном европейском первенстве в Каунасе.
На чемпионате Европы 2010 года в Барселоне прыгала тройным, в финал не вышла.
В 2011 году в той же дисциплине выступила на чемпионате Европы в помещении в Париже и на чемпионате мира в Тэгу. Одержала победу на домашнем чемпионате Балкан в Сливене, установив здесь свой личный рекорд в тройном прыжке на открытом стадионе — 14,34 метра.
В 2012 году на зимнем чемпионате Балкан в Добриче превзошла всех соперниц в тройном прыжке и установила личный рекорд в помещении — 14,14 метра. Участвовала в чемпионате мира в помещении в Стамбуле и в чемпионате Европы в Хельсинки. Выполнив олимпийский квалификационный норматив (14,30), удостоилась права защищать честь страны на летних Олимпийских играх в Лондоне — на предварительном квалификационном этапе тройного прыжка показала результат 13,33 метра, чего оказалось недостаточно для выхода в финал.
На чемпионате Европы 2014 года в Цюрихе в финал не вышла.
В 2015 году была заявлена на чемпионат Европы в помещении в Праге, но в итоге на старт здесь не вышла.
Завершила спортивную карьеру по окончании сезона 2017 года.